# Elizardo Sánchez
Elizardo Sánchez Santa Cruz-Pacheco (* 29. června 1944, Santiago de Cuba, Kuba) je přední kubánský aktivista v oblasti lidských práv, bývalý politický vězeň, zakladatel a předseda nevládní organizace Kubánská komise pro lidská práva a národní usmíření. Je bývalým profesorem filozofie na univerzitě v Havaně.
V roce 1999 byl hostem pražské konference Forum 2000.

## Věznění
Sánchez byl zatčen v dubnu 1980, odsouzen byl pravděpodobně za „nepřátelskou propagandu“ k šesti letům vězení. Na svobodu byl propuštěn 29. prosince 1985. V září 1986 byl bez formálního obvinění zatčen znovu, propuštěn byl v květnu 1987. Znovu zatčen byl 6. srpna 1989, později byl odsouzen k dalším dvěma letům vězení.